# Spathiphyllum wendlandii
Spathiphyllum wendlandii är en kallaväxtart som beskrevs av Heinrich Wilhelm Schott. Spathiphyllum wendlandii ingår i släktet Spathiphyllum och familjen kallaväxter. Inga underarter finns listade.